# San Francisco FC
San Francisco FC is een Panamese voetbalclub uit La Chorrera. De club werd opgericht in 1971 als Club Desportivo La Provisora, maar werd hernoemd naar de beschermheilige van La Chorrera (San Francisco de Paula).

## Erelijst
- Landskampioen

1995, 1996, 2006, 2007 (C)

## Bekende (ex-)spelers
- Michael Murillo